# Oryctini
Oryctini — триба пластинчатовусих жуків підродини (іноді виокремлюють у родину) жуків-носорогів. Триба об'єднує близько 230 видів комах середнього й великого розміру, зібраних у 26 родів. Ці жуки поширені по всьому світі, окрім Австралії та північних регіонів Євразії та Північної Америки переважно в тропічних та субтропічних регіонах.

## Опис
Представники триби — жуки з великим, міцним тілом від чорного до брунатного забарвлення (зрідка жовтуваті). По боки майже паралельні або опуклі. Антени 9-10-членикові, з короткою чи видовженою булавою. Мандибули виступають з боків. Гомілки передніх ніг копального типу, мають по 3 або 4 великих зубці. Задні гомілки зазвичай з зубцями, лопатями чи іншими виростами, чим відрізняють цих жуків від представників близької триби Pentodonini. Надкрила гладенькі, часто з рядами крапок. На пропігідії зазвичай добре розвинена стридуляційна ділянка.
У жуків добре виражений статевий диморфізм. На голові самців зазвичай наявні вирости, виступи, роги. Часто подібні структури або зморшкуваті зони наявні й на передньоспинці. Зокрема деякі представники роду Heterogomphus мають горбики чи виступи вздовж бічних країв, а види роду Megaceras — зморшкувату зону в тому ж регіоні. Розміри рогів залежать від харчування личинки, а тому сильно варіюють у рамках одного й того ж виду.
Голова личинок забарвлена в бурі тони від червоно-брунатного до темно-бурого вкрита численними крапками. На останньому членику антен наявно від 2 до 14 чутливих плям.

## Спосіб життя
Жуки активні переважно вночі, летять на світло, удень натомість ховаються. Жуки живляться перестиглими плодами, гнилою деревиною, хоча представники деяких видів прогризають ходи в деревині живих рослин, зокрема пальм. Деякі жуки мешкають у мурашниках, там же розвиваються їхні личинки, зокрема видів Strategus aloeus та Coelosis biloba. Загалом личинки рослиноїдні, живляться органікою в ґрунті чи в компості.

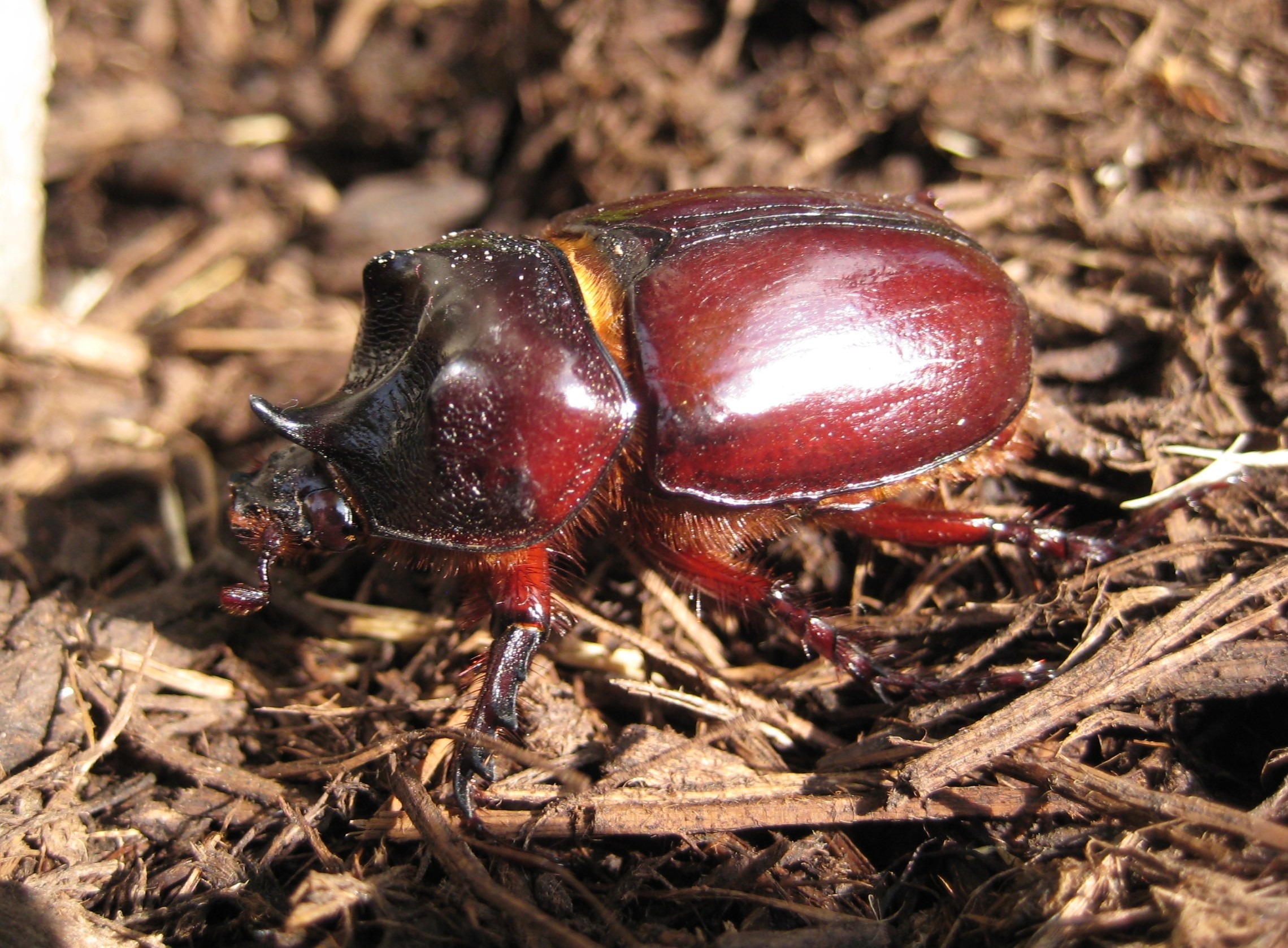
Strategus aloeus, Техас, США

Представники роду Strategus пошкоджують пальми (Arecaceae). Личинки Strategus aloeus поїдають корені та основу ствовбуру кокосової пальми та ананасів, а також іноді й манго; жуки цього виду можуть об'їдати корені пальм, листя агав та цукрової тростини, шкодять бавовні. Strategus surinamensis пошкоджує персикову пальму. Самці виду Podishnus agenor прогризають тунелі в корінні кукурудзи та цукрової тростини, а також пошкоджують культуру капусти, картоплі, кокосової та олійної пальми, ананасу. Також у Південній Америці Heterogomphus dilaticollis пригнічує ріст рослин на пасовиськах, а Strategus jugurtha шкодить посадкам кокосової та олійної пальми.

## Різноманіття й поширення
Триба Oryctini об'єднує 26-27 родів з майже 230 видами. Близько 135 видів поширені в Північній та Південній Америці, більшість з них — 133 — у Неотропіках (з них 44 види, що належать до 7 родів, присутні на території Бразилії). У Тропічній Африці поширені 46 видів, у Індомалаї — 31 вид.
Роди:
- Anomacaulus Fairmaire, 1878
- Blabephorus Fairmaire, 1898
- Calypsoryctes Howden, 1970
- Ceratoryctoderus Arrow, 1908
- Clyster Arrow, 1908
- Coelosis Hope, 1847
- Cyphonistes Burmeister,1847
- Dichodontus Burmeister,1847
- Dinoryctes Felsche, 1906
- Enema Hope, 1837
- Gibboryctes Endrödi, 1974
- Heterogomphus Burmeister,1847
- Hispanioryctes Howden & Endrodi, 1978
- Hoploryctoderus Prell, 1933
- Irazua Ratcliffe, 2003
- Licnostrategus Prell, 1933
- Megaceras Hope, 1847
- Megaceropsis Dechambre, 1976
- Oryctes Illiger, 1798
- Podishnus Burmeister, 1847
- Scapanes Burmeister, 1847
- Strategus Kirby, 1828
- Talautoclyster Yamaya, 2001
- Tehuacania Endrödi, 1975 — єдиний вид Tehuacania howdeni Endrödi, 1975
- Trichogomphus Burmeister, 1847
- Xenodorus Brême, 1844
- Xyloryctes Hope, 1837